# Буштуш
Буштуш (порт. Bustos; МФА: [ˈbuʃ.tuʃ]) — парафія в Португалії, у муніципалітеті Олівейра-ду-Байрру. Розташована в західній частині країни, на теренах історичної португальської провінції Бейра. Входить до складу округу Авейру. За адміністративним поділом, чинним до 1976 року, терени парафії були складовою провінції Берегова Бейра. Належить до Авейрівської діоцезії Католицької церкви. Патрон — святий Лаврентій. Площа — 10,5923 км². Населення — 2652 ос. (2011). Середньо урбанізований регіон. Густота населення — 250,37 осіб/км²
. Код — 011401.

## Населення
| 1920  | 1930  | 1940  | 1950  | 1960  | 1970  | 1981  | 1991  | 2001  | 2011  |
| 1.764 | 2.161 | 2.260 | 2.249 | 2.217 | 1.932 | 2.069 | 2.232 | 2.576 | 2.652 |